# Південне (Нікопольський район)
Півде́нне — село в Україні, у Нікопольському районі Дніпропетровської області. Входить до складу Першотравневської сільської громади. Колишній орган місцевого самоврядування — Південна сільська рада. Населення становить 1327 осіб.

## Географія
Село Південне розташоване за 3 км від села Воля. Поруч проходить автомобільна дорога Т 0432.

## Історія
- 1929 — дата утворення селища Південне.
- 1992 — утворена Південна сільська рада.
- 12 червня 2020 року, відповідно до розпорядження Кабінету Міністрів України № 709-р від «Про визначення адміністративних центрів та затвердження територій територіальних громад Дніпропетровської області», увійшло до складу Першотравневської сільської громади[1].
- 19 липня 2020 року, в результаті адміністративно-територіальної реформи і ліквідації Нікопольського району(1923—2020), село увійшло до складу новоутвореного Нікопольського району[2].

## Населення

### Мова
Розподіл населення за рідною мовою за даними перепису 2001 року:
| Мова            | Кількість | Відсоток |
| --------------- | --------- | -------- |
| українська      | 1148      | 86.51%   |
| російська       | 172       | 12.96%   |
| білоруська      | 3         | 0.23%    |
| болгарська      | 1         | 0.08%    |
| румунська       | 1         | 0.08%    |
| інші/не вказали | 2         | 0.14%    |
| Усього          | 1327      | 100%     |

## Економіка
- ПП «Агро-Синтез».
- ТОВ «Птахофабрика „Крила Таврії“»

## Об'єкти соціальної сфери
- Школа.
- Дитячий садочок.
- Будинок культури.

## Постаті
- Вербовий Михайло Вікторович (1993—2014) — солдат Збройних сил України, учасник російсько-української війни.
- Гречка Віталій Володимирович (1980—2024) — солдат Національної Гвардії України, 4 бригади оперативного призначення іменні Героя України Сергія Михальчука